# Ip Man (película)
Ip Man (en chino tradicional, 葉問; en chino simplificado, 叶问; pinyin, Yip Kai Man) es una película china de artes marciales semibiográfica de 2008 inspirada en la vida de Ip Man, un gran maestro del arte marcial wing chun y la primera persona en enseñar este arte en forma abierta. Uno de sus estudiantes fue el aclamado y muy influyente artista marcial y actor cinematográfico Bruce Lee. La película trata sobre eventos en la vida de Ip que supuestamente se desarrollaron en la ciudad de Foshan durante la segunda guerra sino-japonesa. La película fue dirigida por Wilson Yip, y trabaja Donnie Yen en el papel de Ip Man, siendo Sammo Hung responsable de la coreografía de artes marciales. El elenco incluye también a Simon Yam, Lynn Hung, Lam Ka-tung,Tenma Shibuya, Xing Yu y Hiroyuki Ikeuchi.
La idea de realizar una película pseudo biográfica sobre Ip Man se remonta a 1998 cuando Jeffrey Lau y Corey Yuen discutieron la idea de realizar una película basada en el maestro de artes marciales de Bruce Lee. Sin embargo, el estudio que iba a producir la película cerró, y el proyecto fue abandonado. El productor Raymond Wong decidió hacer su propia película sobre Ip Man contando con la plena aprobación de los hijos de Ip, y ordenó a su equipo que se dirigiera a Foshan para investigar sobre la vida de Ip. Ip Chun, el hijo mayor de Ip Man, junto con el maestro de artes marciales Leo Au-yeung y varios otros practicantes de wing chun fueron los consultores técnicos de la película. La filmación de Ip Man comenzó en marzo del 2008 y se completó en agosto; se realizaron tomas en Shanghái, que se utilizó para recrear la arquitectura de Foshan. Durante la filmación, hubo algunos conflictos entre los productores de Ip Man y el realizador cinematográfico Wong Kar-wai sobre el título de la película. Wong, que había estado realizando su propia biografía de Ip Man, se enojó con los productores luego de descubrir que su película llevaría el título Grandmaster Ip Man (en chino tradicional, 一代宗師葉問), que era muy similar al título de la película de Wong. Aunque la película de Wong se encontraba con serias demoras en su producción los productores de Ip Man aceptaron modificar el título de su película.
Ip Man fue estrenada el 10 de diciembre de 2008 en Pekín, y se proyectó por primera vez en Hong Kong el 19 de diciembre de 2008, recibiendo una crítica muy positiva del público y la prensa especializada. Antes del estreno de la película, Raymond Wong anunció que habría una segunda parte; y en abril del 2010 se estrenó una película llamada Ip Man 2. Ip Man recaudó más de 21 millones de dólares a lo largo del mundo, a pesar de no haber sido proyectada en Estados Unidos ni la mayor parte de Europa.

## Argumento
La invasión japonesa en 1937, afecta negativamente a la vida de todos en Foshan. La lujosa casa de Ip es confiscada por los japoneses y utilizado como cuartel general. Ip y su familia pierden su riqueza y se ven obligados a mudarse a una casa pobre. Desesperado por mantener a su familia, Ip acepta trabajar como peón en una mina de carbón. El general japonés Miura (San Po para los chinos), quien es un maestro de karate, crea un espacio donde los artistas marciales chinos compiten con sus alumnos militares. Los chinos ganan un saco de arroz cada vez que ganan un combate. Li Zhao, un exoficial de la policía y conocido de Ip, trabaja como intérprete para los japoneses y difunde la oferta para los luchadores chinos que ahora trabajan como peones. Ip al principio se niega a participar en los combates. Sin embargo, cuando su amigo Lin desaparece, se compromete a participar con el fin de investigar. Ip Man se enfurece cuando ve a un maestro Foshan amigo suyo es ejecutado sin piedad por recoger una bolsa de arroz de premio después de permitir un segundo partido contra tres karatekas. También llega a comprender que Lin fue asesinado en una pelea anterior. Apenas capaz de contener su rabia, Ip exige un partido con diez japoneses a la vez. A pesar de no haber practicado Wing Chun desde que comenzó la invasión (con el fin de conservar la poca comida que su familia tenía para sobrevivir), procede a aplastar sin piedad a cada uno de ellos con una andanada brutal de su dominio del arte marcial, sin mostrar nada de las restricciones que solía aplicar expuso en épocas anteriores. Su habilidad despierta el interés del general Miura, que trata de aprender más acerca de Ip y verlo pelear de nuevo.
Ip visita a su amigo Chow Ching-chuen, que posee y dirige una fábrica de algodón en Foshan. Chow dice a Ip que unos bandidos dirigido por Jin Shan-zhao está acosando a sus trabajadores y tratando de obtener dinero de ellos. Ip entrena a los trabajadores en el arte wing chun para la autodefensa. Mientras tanto, Miura se impacienta cuando Ip no vuelve a la arena y envía hombres a buscarlo, lo que provoca que Ip lesione varios soldados japoneses y pase a la clandestinidad con su familia en la casa de Li Zhao. Mientras tanto, los ladrones vuelven a la fábrica de algodón para exigir dinero. Los trabajadores defienden el uso de las técnicas que Ip les enseñó, pero Ip parece hacerse cargo de las cosas personalmente y derrota a Jin Shan-zhao, advirtiéndole para que nunca vuelva a hostigar a los trabajadores.
Los soldados japoneses finalmente, encuentran a Ip en la fábrica de algodón. Miura le dice a Ip que su vida estará a salvo si está de acuerdo en instruir a los soldados japoneses en artes marciales. Ip se niega y desafía a Miura a un combate, que Miura acepta, tanto a causa de su amor por las artes marciales como porque negarse a aceptar el desafío sería una humillación para los japoneses. El combate entre el Ip y Miura se lleva a cabo en público en la plaza de Foshan. Al principio, los dos combatientes parecen igualados, pero Miura pronto es incapaz de penetrar la impecable defensa de Ip y se ve en abrumado por sus golpes implacables y directos. Incapaz de defenderse a sí mismo Ip si apenas esfuerzo le inflige un duro castigo, venciendo con claridad.
En cuanto al general derrotado se acuesta después de su derrota, Ip mira a la multitud de chinos vitoreándole y ve a su esposa e hijo con Chow. De repente, el coronel Sato, asistente de Miura, dispara a Ip, desatando una pelea entre el público chino y los soldados japoneses. Durante la refriega, Li Zhao mata a Sato con su propia pistola después de un forcejeo. Ip es llevado en medio del caos. Se revela que él sobrevive y escapa a Hong Kong con su familia. Allí, Ip establece una escuela de wing chun, donde sus estudiantes vienen a aprender artes marciales de él, como Bruce Lee.

## Elenco
- Donnie Yen como Ip Man.[1]
- Lynn Hung como Cheung Wing-sing, esposa de Ip Man.[1]
- Hiroyuki Ikeuchi como General Miura (Japanese: 陸軍大将 三浦, Rikugun-Taishō Miura/en chino, 三浦将军; pinyin, Sānpǔ jiāngjūn).[1]
- Tenma Shibuya como Colonel Sato (Japanese: 陸軍大佐 佐藤,  Rikugun-Taisa Satō/en chino, 佐藤上校; pinyin, Zuǒténg shàngxiào).
- Gordon Lam como Li Chiu (en chino tradicional, 李釗; en chino simplificado, 李钊; pinyin, Lǐ Zhào).[1]
- Fan Siu-wong como Jin Shanzhao (en chino, 金山找; pinyin, Jīn Shānzhǎo).[1]
- Simon Yam como Chow Ching-chuen (en chino, 周清泉; pinyin, Zhōu Qīngquán).[1]
- Xing Yu como Lin (en chino, 武痴林; pinyin, Wǔchī Lín).[1]
- Wong You-nam como Yuan.[1]
- Calvin Cheng como Chow Kong-yiu.[1]
- Chen Zhihui como Master Liu (en chino tradicional, 廖師傅; en chino simplificado, 廖师傅; pinyin, Liào Shīfù).[1]

## Controversia sobre el título de la película
El título original de Ip Man fue objeto de controversia. La polémica surgió cuando el director Wong Kar-wai anunció sus planes de rodar su propia película sobre Ip Man con Tony Leung Chiu-wai mientras rodaba 2046. Wong había planeado su propia película biográfica sobre Ip Man titulada The Great Master (一代宗师), con Leung interpretando el papel de Ip. Sin embargo, la película de Wong había estado en un limbo de desarrollo, ya que se había anunciado varios años antes. El productor Raymond Wong quería llamar a su película Grandmaster Yip Man, que se parecía al título que Wong Kar-wai quería usar para su película.
Para resolver la disputa, Raymond Wong se retractó públicamente del título de la película, afirmando: «En realidad, siempre hemos llamado a nuestra película Ip Man, pero nuestros inversores del continente dijeron que Yip Man fue un gran maestro de su época, por lo que cambiamos el título a Grandmaster Yip Man por respeto hacia él». En una entrevista de 2008, Raymond Wong reveló que The Great Master estaba en fase de desarrollo. La película de Wong Kar-wai sobre Ip Man, titulada The Grandmaster, se estrenó el 8 de enero de 2013 en China.